# Karl Gustav Bischof
Karl Gustav Bischof (* 18. Januar 1792 in Wöhrd, heute Stadt Nürnberg; † 30. November 1870 in Bonn) war Geologe und Chemiker.
Bischof studierte seit 1810 in Erlangen zuerst Mathematik und Astronomie, dann Chemie und Physik, habilitierte sich dort, wurde 1819 Professor der Chemie und Technologie in Bonn, 1822 Professor der Chemie und 1841/42 Rektor der Universität. Er starb am 30. November 1870.

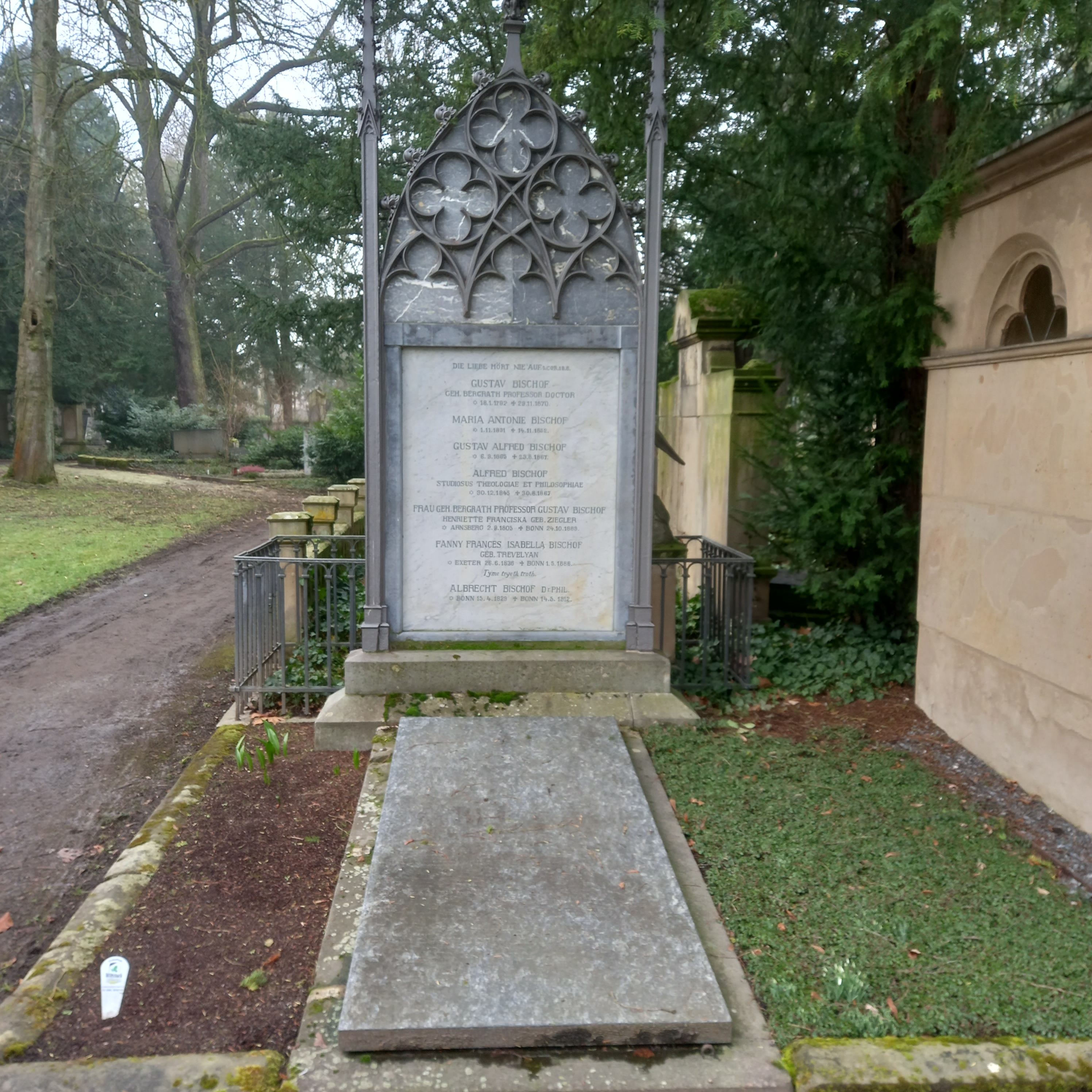
Das Grab von Karl Gustav Bischof und seiner Ehefrau Henriette Franciska geborene Ziegler auf dem Alten Friedhof in Bonn

## Frühe Werke
- mit Georg August Goldfuß: Physikalisch-statistische Beschreibung des Fichtelgebirges. Erster Theil, Stein, Nürnberg 1817. (books.google.com.pk)
- mit Georg August Goldfuß: Physikalisch-statistische Beschreibung des Fichtelgebirges. Zweyter Theil, Stein, Nürnberg 1817. Google Books
- Lehrbuch der Stöchiometrie. Palm, Erlangen 1819 (books.google.de)
- mit Christian Gottfried Nees von Esenbeck und Heinrich August Rothe: Die Entwickelung der Pflanzensubstanz, J. J. Palm und Ernst Enke, Erlangen 1819. BSB digital
- Lehrbuch der reinen Chemie. Erster Band, Eduard Weber, Bonn 1824. Archive

## Werke über Bildung von Gebirgsmassen
Neben seiner frühen Werke lieferte Bischof eine Reihe geologischer Arbeiten, worin er ganz neue Ansichten über die Bildung der Gebirgsmassen vertrat. Hierher gehören:
- Die Wärmelehre des Innern unsers Erdkörpers, ein Inbegriff aller mit der Wärme in Beziehung stehender Erscheinungen in und auf der Erde. Joh. Ambrosius Barth, Leipzig 1837 (archive.org)
- Über die Gletscher und ihre Beziehungen zur Hebung der Alpen. 1843 und
- Über die Entstehung der Quarz- und Erzgänge. 1844.

## Erbohrung von Mineralquellen und Analyse
Bischof leitete als Geologe die Erbohrung von neuen, heute noch genutzten Mineralwasserquellen im Ahrtal. Im Jahr 1832 erbohrte er eine zusätzliche Quelle des seit 1565 bekannten Heppinger Brunnens. Im Jahr 1852 erschloss er mit Georg Kreuzberg, dem Gründer von Apollinaris, die nur 800 Meter vom Heppinger Brunnen entfernte Apollinaris-Quelle. Der Gesellschaftsvertrag zwischen Georg Kreuzberg und Karl Gustav Bischof wurde 1857 aufgelöst.
Bischof wirkte außerdem an der chemischen Analyse der Inhaltsstoffe verschiedener Mineralquellen mit, so zum Beispiel in der im Ahrtalführer von 1835 veröffentlichten Analyse des Heppinger Mineral- und Heilwassers.

## Werke über Mineralquellen
- Die vulkanischen Mineralquellen Deutschlands und Frankreichs, deren Ursprung, Mischung und Verhältniss zu den Gebirgsbildungen. Eduard Weber, Bonn 1826 Google Books
- Die Mineralquellen zu Roisdorf bei Alfter ohnweit Bonn. Eduard Weber, Bonn 1826 Archive
- Chr. Friedr. Harleß & Gustav Bischof: Die Stahlquelle zu Lamscheid auf dem Hundsrück im K. Preuß. Regierungsbezirk Koblenz. Commission H. Büschler jun., Bonn 1827 bavarikon

## Spätere Werke
In den Jahren 1837–40 begann Bischof Untersuchungen über die sich in Steinkohlebergwerken entwickelnden brennbaren Gase und über die Sicherheitslampen. Die Preisschrift Des moyens de soustrahe l'exploitation des mines de houille aux dangers d'explosion (Brüssel 1840) steht hiermit im Zusammenhang. Auch eine technische Tätigkeit entwickelte er, indem er auf den mächtigen Kohlensäureexhalationen in der Umgebung des Laacher Sees 1829 die Bleiweißfabrik bei Burgbrohl begründete, in der Steinkohleformation bei Saarbrücken ein ausgezeichnetes Material für feuerfeste Gefäße entdeckte und mehrere Jahre der Verbesserung metallurgischer Prozesse widmete.
Das Hauptwerk Bischofs ist aber sein Lehrbuch der chemischen und physikalischen Geologie (2 Bände. Bonn 1847–54; 2. Auflage. 3 Bände. 1863–1866; Supplement 1871), worin zum ersten Mal mit Konsequenz auf die chemischen und mechanischen Wirkungen bei Bildung der Gesteine hingewiesen wurde und welches ihn zum Mitbegründer des Neoneptunismus machte.
Seine 1842 und 1843 in Bonn gehaltenen öffentlichen Vorlesungen erschienen 1843 gedruckt.
- Populäre Vorlesungen über naturwissenschaftliche Gegenstände, aus den Gebieten der Geologie, Physik und Chemie. Adolph Marcus, Bonn 1843. (archive.org)

Ebenso gab er Populäre Briefe an eine gebildete Dame über die gesamten Gebiete der Naturwissenschaften (2 Bände. Pforzheim/Bonn 1848–49) heraus.
- Populäre Briefe an eine gebildete Dame über die gesamten Gebiete der Naturwissenschaften. Erstes Bändchen, Flammer und Hoffmann, Pforzheim 1848. (archive.org)

- Populäre Briefe an eine gebildete Dame über die gesamten Gebiete der Naturwissenschaften. Zweites Bändchen, Adolph Marcus, Bonn 1849. (books.google.de)

Seine letzte Schrift war:
- Die Gestalt der Erde und der Meeresfläche und die Erosion des Meeresbodens. Adolph Marcus, Bonn 1867. (archive.org)

Mit Johann Salomo Christoph Schweigger besorgte Bischof die Redaktion des  Journal für Chemie und Physik vom 21. Band an.

## Ehrungen
1818 wurde er in die Deutsche Akademie der Naturforscher Leopoldina aufgenommen. Seit 1859 war er auswärtiges Mitglied der Bayerischen Akademie der Wissenschaften.
Ein 1877 neu entdecktes Mineral wurde ihm zu Ehren als Bischofit bezeichnet.